# Katie Ledecky
Kathleen Genevieve „Katie“ Ledecky (* 17. März 1997 in Washington, D.C.) ist eine US-amerikanische Schwimmerin. Sie gilt mit bisher 9 Olympiasiegen, 23 Weltmeistertiteln und aktuell 4 Weltrekorden als beste Freistilschwimmerin der Gegenwart und eine der besten Schwimmsportlerinnen der Sportgeschichte. Sie ist nach Larissa Latynina die zweit-erfolgreichste Olympionikin (bei Sommerspielen) aller Zeiten.

## Werdegang
Katie Ledecky wurde im Jahre 1997 als Tochter von David und Mary Gen Ledecky in Washington, D.C. geboren.
Ihre Mutter war bereits als Schwimmerin an der University of New Mexico aktiv, brachte es aber zu keinen nennenswerten Erfolgen oder Wettbewerbsteilnahmen.
Auch ihr älterer Bruder Michael, der ab Herbst 2012 das Harvard College besuchte, war als Schwimmer aktiv. Katie Ledecky akzeptierte 2014 ein Angebot des Schwimmteams der Stanford University. Nach zwei erfolgreichen Jahren verließ sie das Team. Seitdem schwimmt Ledecky professionell, studierte aber weiterhin an der Universität Stanford Psychologie. Sie schloss ihr Psychologiestudium im Juni 2021 ab.

### Von den Anfängen bis zum ersten Olympiasieg 2012
Ihre Karriere im Schwimmsport begann die junge US-Amerikanerin im Alter von sechs Jahren; mit ihrem älteren Bruder nahm sie damals im Summer League Swim Team teil.
In ihrer Altersgruppe setzte sie im Laufe der Jahre 2011 und 2012 verschiedene neue Rekorde und nahm von Ende Juni bis Anfang Juli an den United States Olympic Trials, dem Schwimmqualifikationsturnier der Vereinigten Staaten, im CenturyLink Center Omaha in Omaha, Nebraska teil. Dies war gleichzeitig auch ihr erster Wettbewerb im Erwachsenensport, nachdem sie zuvor ausschließlich im Jugendbereich eingesetzt worden war.
In der Qualifikation setzte sich Ledecky über 800 Meter mit einer Zeit von 8:19,78 Minuten klar durch und hatte dabei einen Vorsprung von mehr als zwei Sekunden auf die Zweitplatzierte Kate Ziegler.
In Omaha wurde Ledecky auch Dritte über 400 Meter Freistil (4:05,00 Minuten) und Neunte über 200 Meter Freistil (1:58,66 Minuten).
Ihr dritter Platz in der Disziplin 400 Meter Freistil ist die schnellste Zeit, die jemals von einer 15- bzw. 16-jährigen Amerikanerin geschwommen wurde. Damit brach sie in ihrer nationalen Altersgruppe den Rekord von Janet Evans, der bereits seit 24 Jahren bestand.
Mit 15 Jahren war Katie Ledecky die jüngste Teilnehmerin der Vereinigten Staaten an den Olympischen Spielen 2012.
Bei den Olympischen Spielen nahm sie am 2. August an den Vorläufen über 800 Meter Freistil teil, kam in ihrer Gruppe mit einer Zeit von 8:23,84 Minuten auf den ersten Platz und hatte dabei in der Gesamtbewertung hinter Rebecca Adlington und Lotte Friis die drittschnellste Zeit vorzuweisen. Beim Hauptbewerb am nachfolgenden Tag konnte sich die 15-Jährige gegen alle Favoritinnen durchsetzen, befand sich den Großteil des Rennens auf Weltrekordkurs und stellte mit einer Zeit von 8:14,63 Minuten einen neuen US-amerikanischen Rekord und einen gesamtamerikanischen Rekord auf. Damit brach sie den seit dem 20. August 1989 bestehenden und von Janet Evans bei den Pan Pacific Swimming Championships 1989 in Tokio aufgestellten Rekord von 8:16,22 Minuten um fast zwei Sekunden. Ihre persönliche Bestleistung steigerte sie dabei innerhalb nur eines Monats um fünf Sekunden.
Der Hauptunterschied ihrer Schwimmtechnik liegt in der Beinarbeit. Während andere Athletinnen einen 6er-Rhythmus verwenden, schwamm Katie Ledecky lediglich mit einem 2er Rhythmus. Das heißt pro Armzyklus machte sie zwei Beinschläge. Dadurch konnte sie viel Energie sparen, da die Beinmuskulatur der größte Muskel des menschlichen Körpers ist und somit am meisten Sauerstoff verbraucht.
Zur Zeit ihrer Olympiateilnahme gehörte sie der Stone Ridge School of the Sacred Heart in Bethesda, Maryland an.

### 2013 bis 2015 mit mehreren Weltmeistertiteln
Bei den Schwimmweltmeisterschaften 2013 in Barcelona gewann sie über 400 Meter Freistil sowie jeweils mit Weltrekord über 800 und 1500 Meter Freistil. Die 4-mal-200-Meter-Freistilstaffel in der Besetzung Missy Franklin, Karlee Bispo, Shannon Vreeland und Katie Ledecky siegte mit fast zwei Sekunden Vorsprung vor den Australierinnen.
Bei den Pan Pacific Swimming Championships 2014 in Gold Coast gewann sie neben den 400, 800 und 1500 Meter Freistil sowie mit der 4-mal-200-Meter-Freistilstaffel auch über die 200 Meter Freistil, die sie neu in ihr Wettkampfprogramm aufgenommen hatte, ebenfalls Gold.

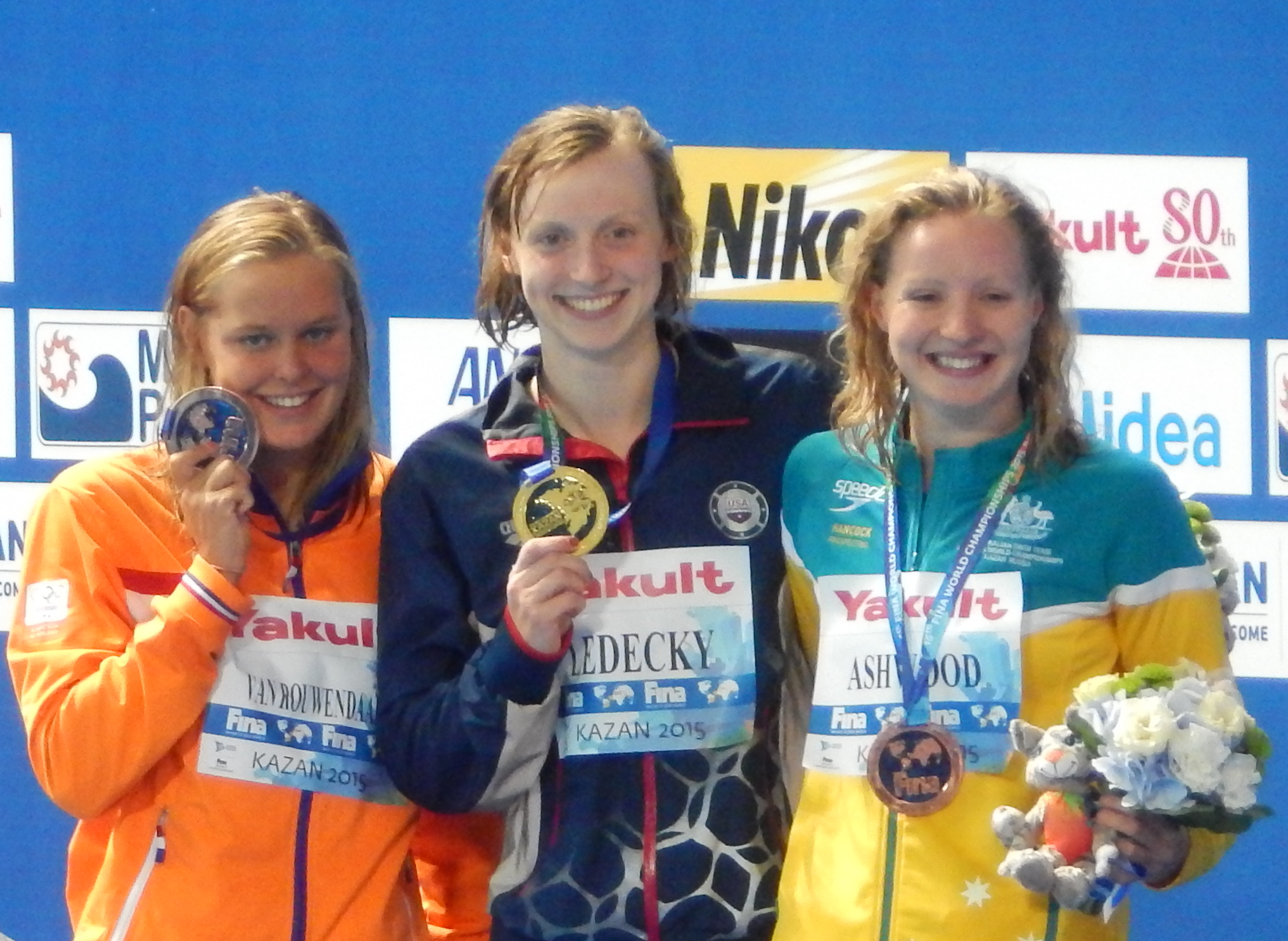
Ledecky (Mitte) bei den Weltmeisterschaften 2015

Die Schwimmweltmeisterschaften 2015 in Kasan dominierte sie über die langen Freistilstrecken ebenfalls, wobei sie über 800 und 1500 Meter Freistil ihre eigenen Weltrekorde abermals unterbot und auch zum ersten Mal über 200 Meter Freistil überraschend und knapp, auf der Außenbahn schwimmend, sich gegen die starke Konkurrenz durchsetzte und Weltmeisterin wurde. Mit ihrer fünften Goldmedaille mit der 4-mal-200-Meter-Freistilstaffel wurde sie zur besten Schwimmerin dieser Titelkämpfe.

### Olympische Spiele 2016 mit vier Goldmedaillen sowie Weltmeistertitel 2017 und 2019
Nachdem es bei den Olympischen Sommerspielen 2016 in Rio de Janeiro mit der 4-mal-100-Meter-Freistilstaffel, in der sie zum ersten Mal mit dabei war und die sie als Einschwimmen für die nachfolgenden Wettbewerbe nutzte, nur zu Silber gereicht hatte, gewann sie über 200 Meter Freistil, jeweils mit Weltrekord über 400 und 800 Meter Freistil und mit der 4-mal-200-Meter-Freistilstaffel ihre nächsten vier olympischen Goldmedaillen.
Bei den Schwimmweltmeisterschaften 2017 in Budapest gewann sie zu Beginn die 4-mal-100-Meter-Freistilstaffel und wie erwartet die 400 und 1500 Meter Freistil. Über 200 Meter Freistil ebenfalls favorisiert, unterlag sie jedoch überraschend der Italienerin Federica Pellegrini und gewann nur Silber. Erwartungsgemäß schloss sie ihre Wettbewerbe mit den Goldmedaillen über 800 Meter Freistil und mit der 4-mal-200-Meter-Freistilstaffel ab.
2018 bei den Pan Pacific Championships in Tokio siegte Ledecky über 400, 800 und 1500 Meter Freistil. Über 200 Meter Freistil belegte sie den dritten Platz hinter der Kanadierin Taylor Ruck und der Japanerin Rikako Ikee. Die 4-mal-200-Meter-Freistilstaffel mit Allison Schmitt, Leah Smith, Katie McLaughlin und Katie Ledecky erreichte das Ziel mit 0,25 Sekunden Rückstand auf die Australierinnen.
Bei den Weltmeisterschaften 2019 in Gwangju verlor Ledecky zum Auftakt über 400 Meter Freistil gegen die Australierin Ariarne Titmus. Über 1500 Meter Freistil schwamm Ledecky die schnellste Vorlaufzeit, trat aber zum Endlauf nicht an. Die 4-mal-200-Meter-Freistilstaffel mit Simone Manuel, Katie Ledecky, Melanie Margalis und Katie McLaughlin stellte in 7:41,87 Minuten einen neuen Amerikarekord auf, wurde aber nur Zweite hinter der Weltrekordstaffel aus Australien. Ihre einzige Goldmedaille gewann Ledecky in 8:13,58 Minuten über 800 Meter Freistil.

### Olympische Sommerspiele 2020
Wegen der COVID-19-Pandemie fanden die Olympischen Spiele in Tokio erst 2021 statt. Ledecky musste sich zunächst auf ihren Paradestrecken zweimal geschlagen gegeben: Sowohl über 200 als auch über 400 Meter Freistil konnte sie ihre Olympiatitel nicht verteidigen. Über 400 Meter schlug sie 0,67 Sekunden nach der Australierin Ariarne Titmus an. Über 200 Meter wurde Ledecky etwas überraschend gar nur Fünfte mit 0,51 Sekunden Rückstand auf die Medaillenränge, das Rennen wurde wiederum von Titmus gewonnen. Auf der erstmals bei Olympischen Spielen berücksichtigen Disziplin 1500 Meter Freistil gewann Ledecky aber schließlich ihre erste Goldmedaille bei diesen Spielen, ihre insgesamt sechste. Es folgte noch die Goldmedaille über 800 Meter Freistil. Die 4-mal-200-Meter-Freistilstaffel mit Allison Schmitt, Paige Madden, Katie McLaughlin und Katie Ledecky wurde in 7:40,73 Minuten Zweite hinter der chinesischen Weltrekordstaffel.

### Die Jahre von 2022 bis 2024
Bei den Weltmeisterschaften 2022 in Budapest trat Ledecky dreimal zu einem Vorlauf und viermal zu einem Finale an und wurde jeweils Erste. Sie siegte auf den Strecken über 400, 800 und 1500 Meter Freistil. In der 4-mal-200-Meter-Freistilstaffel schwammen im Vorlauf Alexandra Walsh, Claire Weinstein, Hali Flickinger und Bella Sims die drittschnellste Zeit. Im Finale siegten Claire Weinstein, Leah Smith, Katie Ledecky und Bella Sims mit über zwei Sekunden Vorsprung vor den Australierinnen.
Im Jahr darauf bei den Weltmeisterschaften in Fukuoka gewann über 400 Meter Freistil Ariarne Titmus mit über drei Sekunden Vorsprung vor Katie Ledecky. Über 1500 Meter Freistil hatte Ledecky im Ziel 17 Sekunden Vorsprung vor Simona Quadarella. In der 4-mal-200-Meter-Freistilstaffel verbesserten die Australierinnen den Weltrekord und gewannen mit fast vier Sekunden Vorsprung vor Erin Gemmell, Katie Ledecky, Bella Sims und Alex Shackell. Auch über 800 Meter Freistil gab es ein deutliches Ergebnis. Ledecky siegte in 8:08,87 Minuten und hatte fast viereinhalb Sekunden Vorsprung vor der Chinesin Li Bingjie.
2024 bei den Olympischen Spielen in Paris wieder in vier Disziplinen an. Über 400 Meter Freistil gewann Ariarne Titmus vor der Kanadierin Summer McIntosh, Ledecky erkämpfte mit zweieinhalb Sekunden Rückstand auf die Kanadierin die Bronzemedaille. Über 1500 Meter Freistil siegte Ledecky mit zehn Sekunden Vorsprung. In der 4-mal-200-Meter-Freistilstaffel siegten die Australierinnen vor Claire Weinstein, Paige Madden, Katie Ledecky und Erin Gemmell. Über 800 Meter Freistil schließlich schlug Ledecky als Erste mit einer Sekunde Vorsprung vor Titmus an.

## Rekorde
| Weltrekorde                | Weltrekorde  | Weltrekorde      | Weltrekorde    | Weltrekorde | Weltrekorde |
| -------------------------- | ------------ | ---------------- | -------------- | ----------- | ----------- |
| 1500 m Freistil (Kurzbahn) | 15:08,24 min | 29. Oktober 2022 | Toronto        |             |             |
| 1500 m Freistil (Langbahn) | 15:20,48 min | 16. Mai 2018     | Indianapolis   |             |             |
| 800 m Freistil (Kurzbahn)  | 7:57,42 min  | 5. November 2022 | Indianapolis   |             |             |
| 800 m Freistil (Langbahn)  | 8:04,79 min  | 12. August 2016  | Rio de Janeiro |             |             |
| (Stand 5. November 2022)   |              |                  |                |             |             |

## Auszeichnungen

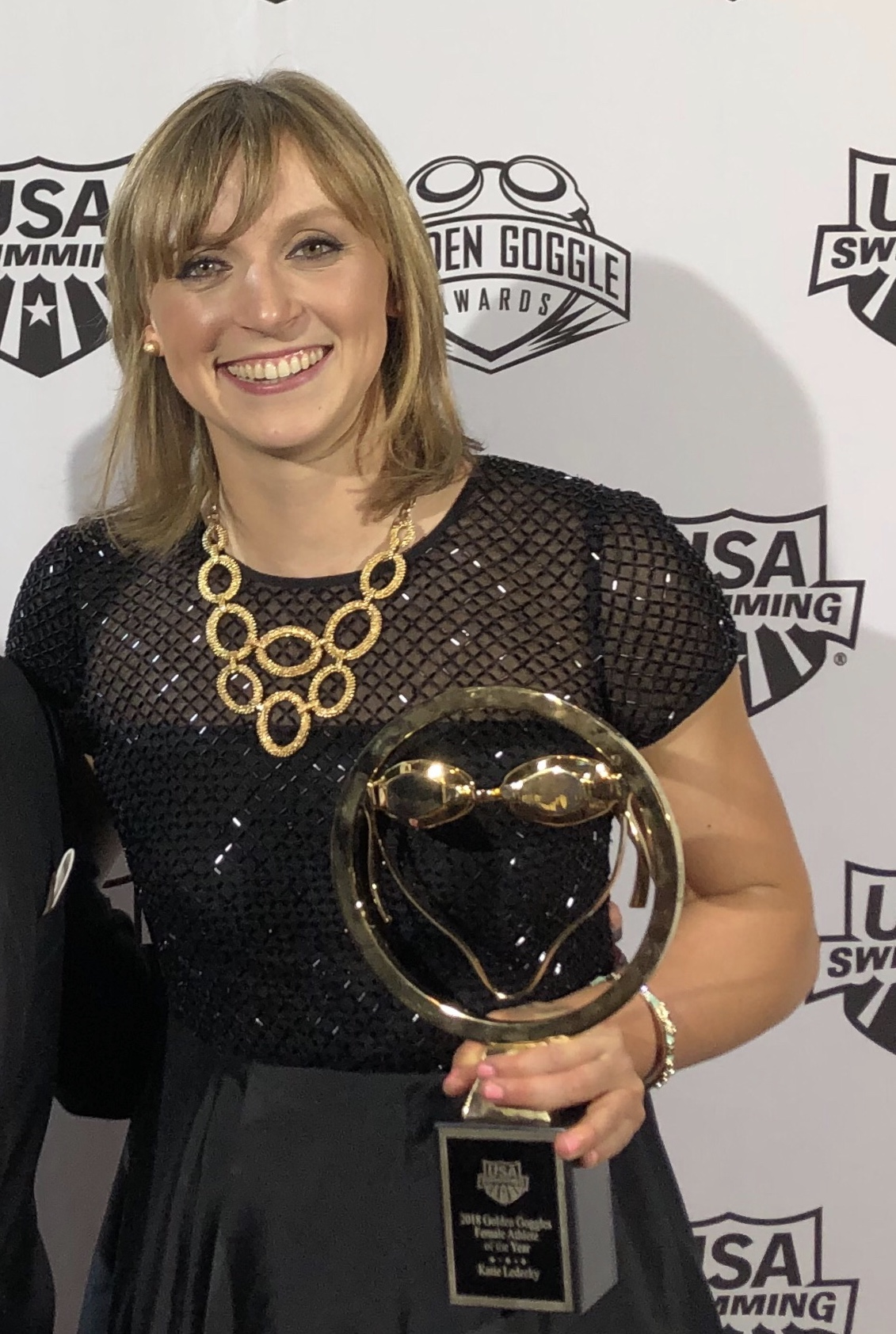
Katie Ledecky (2018)

- 2012–2013, 2016, 2017: USOC Athlete of the Year
- 2013: FINA-Schwimmerin des Jahres
- 2013–2018, 2021: US-amerikanische Schwimmerin des Jahres
- 2013, 2014, 2015, 2016, 2018: Weltschwimmerin des Jahres
- 2014: Frankreichs Weltsportlerin des Jahres
- 2017: Associated Press Athlete of the Year
- 2016, 2017: Laureus World Sports Awards
- 2024: Presidential Medal of Freedom